# Айёган (приток Корылькы)
Айёган (устар. Ай-Ёган) — река в России, протекает по территории Ямало-Ненецкого автономного округа. Устье реки находится в 107 км по правому берегу реки Корылькы. Длина реки — 114 км, площадь водосборного бассейна — 1570 км².

## Бассейн
- 6 км: Лилъёхан пр
  - 5 км: Сухмытынгъёхан пр
- 11 км: Сукчар пр
  - 31 км: Кыпа-Сукчар пр
- 33 км: Велингъёхан пр
- 34 км: Заломная лв
- 37 км: Нагенъёхан пр
- 72 км: Лавсанъигол пр
  - 13 км: Мемёнтъёхан пр
  - Пуръёхан пр
  - Мёктыкъёхан лв
- Прасинкы лв
- 79 км: река без названия лв
- 86 км: Тункалькыёхан лв
  - 5 км: Стрежневая лв
  - Катъёхан лв
- 100 км: Мильёнкайихол пр

## Данные водного реестра
По данным государственного водного реестра России относится к Нижнеобскому бассейновому округу, водохозяйственный участок реки — Таз, речной подбассейн реки — подбассейн отсутствует. Речной бассейн реки — Таз.